# Nikotinamid fosforiboziltransferaza
Nikotinamid fosforiboziltransferaza (EC 2.4.2.12, NMN pirofosforilaza, nikotinamid mononukleotid pirofosforilaza, nikotinamid mononukleotid sintetaza, NMN sintetaza, nikotinamid-nukleotid:difosfat fosfo-alfa-D-riboziltransferaza) je enzim sa sistematskim imenom nikotinamid-D-ribonukleotid:difosfat fosfo-alfa--riboziltransferaza. Ovaj enzim katalizuje sledeću hemijsku reakciju
nikotinamid D-ribonukleotid + difosfat {\displaystyle \rightleftharpoons } nikotinamid + 5-fosfo-alfa-D-riboza 1-difosfat

## Literatura
- Nicholas C. Price; Lewis Stevens (1999). Fundamentals of Enzymology: The Cell and Molecular Biology of Catalytic Proteins (Third изд.). USA: Oxford University Press. ISBN 019850229X.
- Eric J. Toone (2006). Advances in Enzymology and Related Areas of Molecular Biology, Protein Evolution (Volume 75 изд.). Wiley-Interscience. ISBN 0471205036.
- Branden C; Tooze J. Introduction to Protein Structure. New York, NY: Garland Publishing. ISBN 0-8153-2305-0.
- Irwin H. Segel. Enzyme Kinetics: Behavior and Analysis of Rapid Equilibrium and Steady-State Enzyme Systems (Book 44 изд.). Wiley Classics Library. ISBN 0471303097.

## Spoljašnje veze
- Nicotinamide+phosphoribosyltransferase на 